# 오경석 (정치인)
오경석(생년 미상 ~ )은 조선민주주의인민공화국의 정치인이다. 함경북도 인민위원회 위원장이다.

## 경력
청진시 인민위원회 위원장을 거쳐 2017년 리상관 후임으로 황해북도 인민위원회 위원장에 임명되었다.

## 최고인민회의 대의원
2019년 3월, 최고인민회의 제14기 대의원(제634호 경흥선거구)으로 선출되었다.